# Cladodromia nigrimana
Cladodromia nigrimana är en tvåvingeart som beskrevs av Philippi 1865. Cladodromia nigrimana ingår i släktet Cladodromia och familjen dansflugor. Inga underarter finns listade i Catalogue of Life.